# Delligsen
Delligsen là một đô thị ở huyện Holzminden, bang Niedersachsen, Đức. Đô thị Delligsen có diện tích 36,01 km², dân số thời điểm ngày 31 tháng 12 năm 2006 là 8853 người.